# Nicolae Iorga

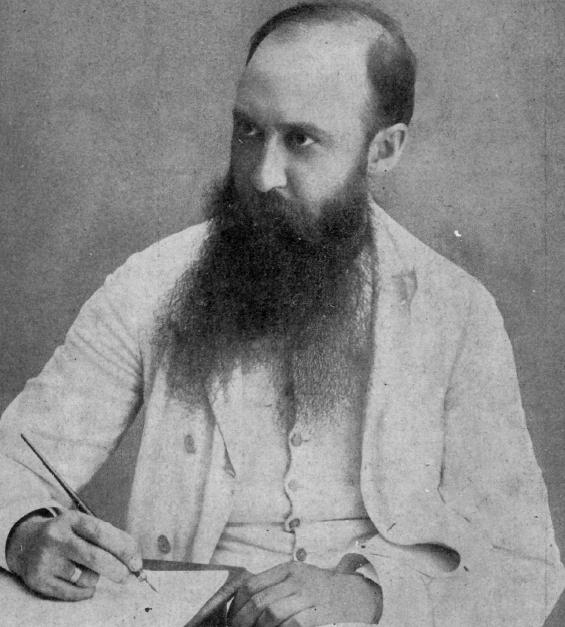
Nicolae Iorga, fotografiert 1914

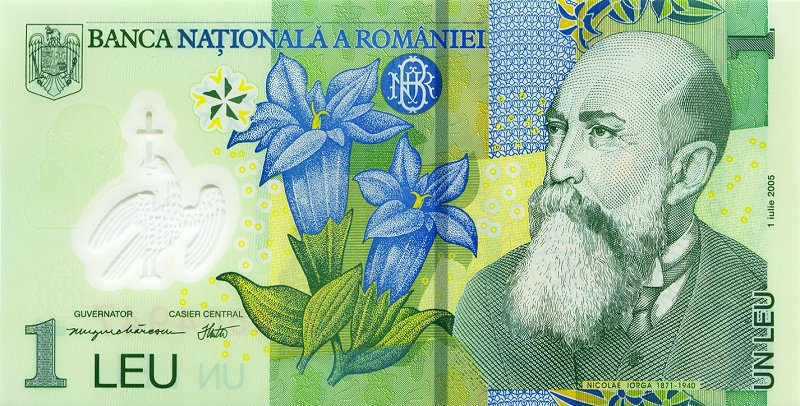
Das Konterfei Iorgas ist seit 2005 auf dem rumänischen 1-Leu-Schein abgebildet

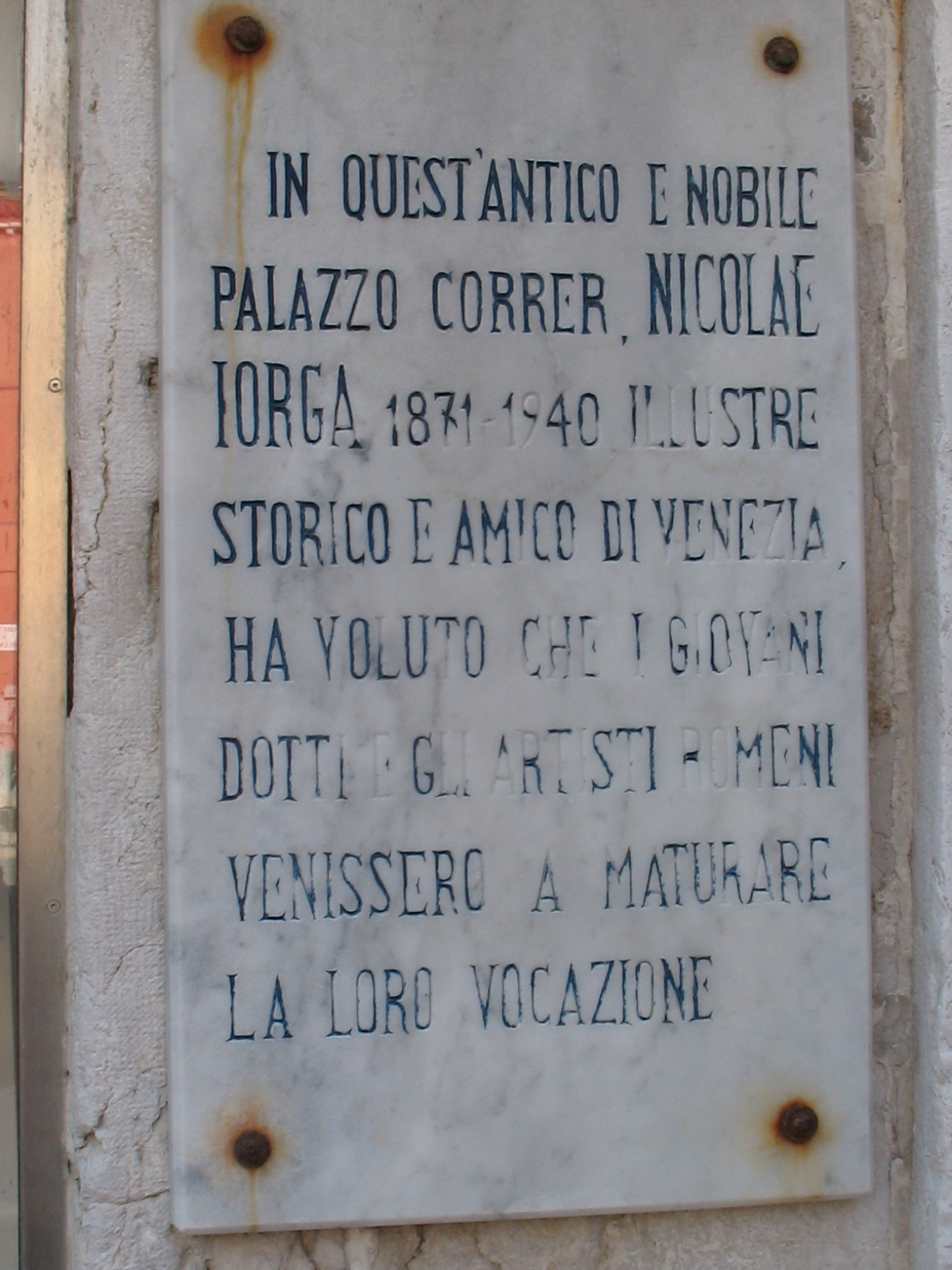
Gedenktafel an Iorga in Venedig

Nicolae Iorga (verdeutscht Nikolaus Jorga; * 17. Januar 1871 in Botoșani; † 27. November 1940 in Ploiești) war ein rumänischer Historiker, Schriftsteller und Politiker.
Im Jahr 1913 gründete er in Bukarest das erste „Institut für Südosteuropastudien“, um Rumäniens Rolle auf dem Balkan zu stärken, und wurde damit zum Pionier der Balkanologie.

## Leben
In seinen frühen Jahren verbrachte Nicolae viel Zeit mit Lernen und in Büchereien. Nach Abschluss seiner Studien in Paris, Berlin und Leipzig wurde er 1893 promoviert und im Alter von 23 Jahren Korrespondierendes Mitglied der Rumänischen Akademie. In Leipzig wurde er Schüler von Karl Lamprecht, und fand auch Gefallen an Leopold von Rankes Arbeit. In den 1890er war er in der Liga Culturală aktiv, welche sich damals als transterritoriale Vereinigung der Rumänen verstand. Besonders die Frage nach der politischen Zugehörigkeit von Bessarabien war ihm ein Anliegen. In den 1900er Jahren entwickelte er sich zum Hauptvertreter des Sämänätorismus. Als Antagonismus zum Einfluss der französischen Kultur vertrat er das Konzept einer eigenständigen und nationalen Kultur. Im Jahr 1910 gründete er zusammen mit dem Theoretiker des rumänischen Antisemitismus, Alexandru Constantin Cuza, die Nationaldemokratische Partei (Partidul National Democrat). 1920 schloss er sich der Nationalistischen Volkspartei (Partidul Nationalist al Poporului) von Constantin Argetoianu an und wurde deren Präsident.
Vom 18. April 1931 bis zum 31. Mai 1932 war er rumänischer Ministerpräsident. Nach innerparteilichen Differenzen gründete er 1932 seine Nationalistische Demokratische Partei (Partidul Nationalist Democrat). Als prominente Persönlichkeit der rumänischen Kultur genoss Iorga das Vertrauen des Königshauses. Als Mitglied eines Kreises von Pädagogen, Wissenschaftlern und Militärs unterstützte er die Pfadfinderbewegung in Rumänien. Nicolae Iorga war in der damaligen Zeit der größte rumänische Verleger mit ungefähr 1.250 veröffentlichten Bänden und 25.000 Artikeln.
1932 wurde er zum auswärtigen Mitglied (associé étranger) der Académie des Inscriptions et Belles-Lettres gewählt. Nach dem Staatsstreich König Karls II. wurde Iorga 1938 Mitglied des Kronrats.
Iorga gründete ein archäologisches Institut in Saranda und entdeckte das erste schriftliche Dokument in albanischer Sprache. 2016 wurde zu seinen Ehren in Saranda ein Denkmal mit einer Inschrift in Rumänisch, Albanisch und Englisch eingeweiht.

## Tod
Nach publizistischen Angriffen auf die rechtsextreme Legion des Erzengels Michael (auch bekannt als Eiserne Garde) wurde er am 27. November 1940 von Legionären ermordet. Iorgas Enkel ist der Mediävist und Frühneuzeitler Andrei Pippidi.

## Werke
- Geschichte des Osmanischen Reiches. Nach den Quellen dargestellt, Gotha, Perthes 1908–1913 (5 Bände), neu aufgelegt in der Wissenschaftlichen Buchgesellschaft, Darmstadt 1997. ISBN 978-3-534-13738-1. (Band 1; Band 2; Band 3; Band 4; Band 5)
- Geschichte der Rumänen und ihrer Kultur, Sibiu/Hermannstadt 1929.